# Hvor kragerne vender
Hvor kragerne vender er en dansk børnefilm fra 2008, der er instrueret af Jesper Troelstrup efter manuskript af ham selv og Aida Riberholt-Rischel.

## Handling
Marcus gider ikke familiens feriehygge. Han stikker af og forfølger en krage gennem et romantisk sommerlandskab og kommer til sidst til Åges gård. Her fascineres han af den gamle, gnavne bondes store samling af skydevåben, men der er noget helt galt på gården.

## Medvirkende
- Kenneth Ljungkvist - Marcus
- Ulver Skuli Abildgaard - Åge
- Frank Gundersen - Entreprenør